# Леках
Леках (לעקעך) — медовая коврижка квадратной или круглой формы, смазанная яйцом и посыпанная орехами.

## Технология изготовления
Из сахара, мёда и жжёного сахара готовят сироп. Охлаждают его до 50—55 °C, добавляют яйца, растительное масло, гвоздику и половину порции пшеничной муки (второго сорта). Замешивают тесто. Добавляют вторую половину муки, смешанную с содой. Оставляют тесто на 7—10 часов. Разрезают на куски в виде шариков и кубиков, укладывают на промасленный противень, смазывают желтком и посыпают дроблёным грецким орехом или миндалем. Выпекают 45—50 минут при 170—190 °C.
Леках может быть выпечен в виде пирога. При желании, в тесто добавляют изюм, лимонную цедру, орехи, ягоды из варенья, либо смазывают готовый пирог густым вареньем и посыпают орехами.
Для леках можно использовать сироп, оставшийся после приготовления тейглах.